# Casa Tooker
La Casa Tooker  es una casa histórica ubicada en Opa-locka, Florida. La Casa Tooker se encuentra inscrita en el Registro Nacional de Lugares Históricos desde el 17 de agosto de 1987.  

## Ubicación
La Casa Tooker se encuentra dentro del condado de Miami-Dade en las coordenadas 25°54′23″N 80°15′12″O / 25.906389, -80.253333.